# Alexander Struys

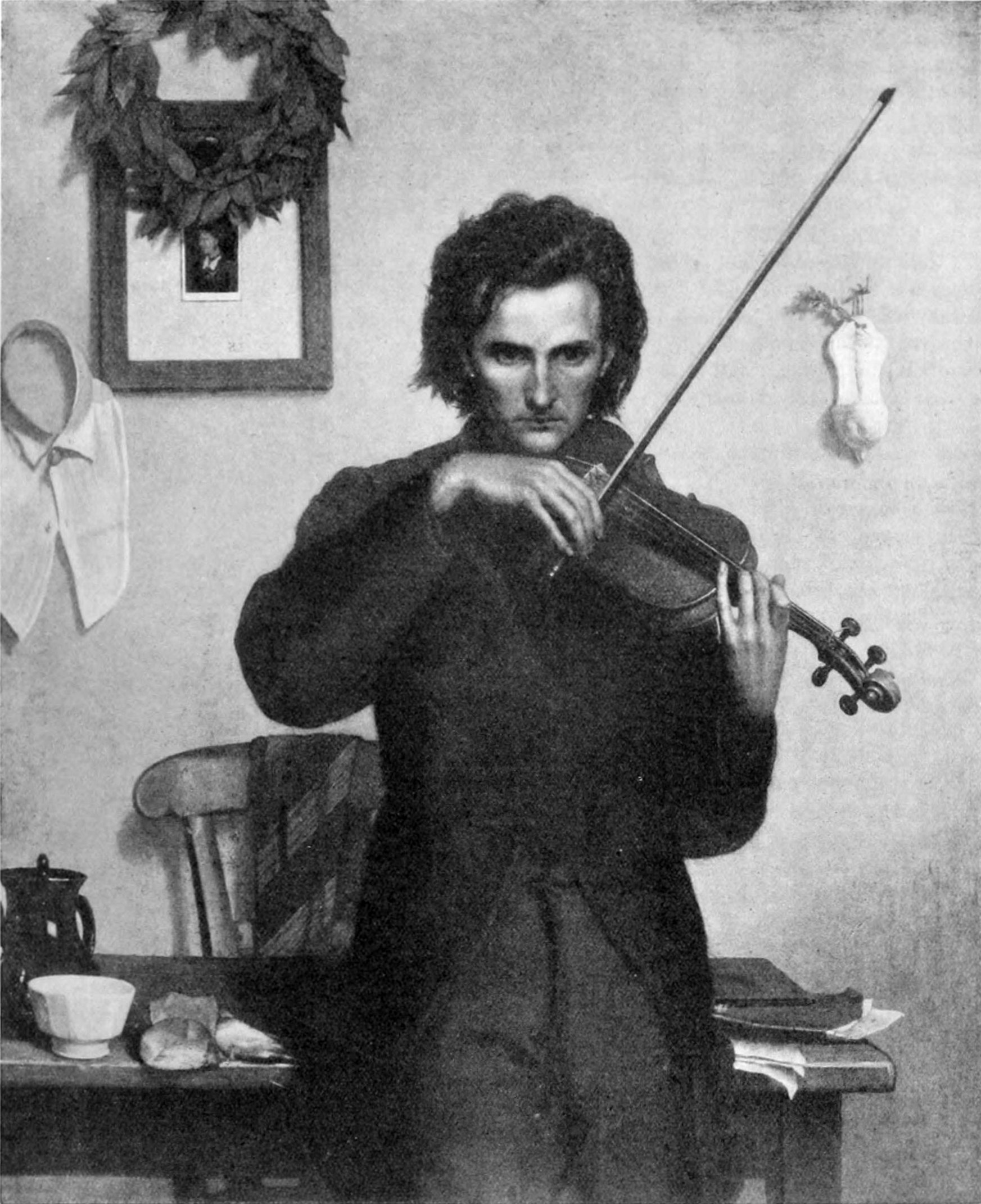
Peut-être?, de Struys

Alexander Struys (Berchem, Bèlgica, 1852-1941) fou un pintor belga.
Format acadèmicament a Anvers, va rebre la medalla d'or a l'Exposició Universal de París de 1889 i el grand prix en la de 1900. A partir de 1897 va ser membre de l'Antwerpse Academie i un dels principals representants de la pintura naturalista de tendència social belga. Les seves obres més significatives són La visita al malalt, L'abandonament i El desesper. Va influenciar artistes com Leo van Aken.

## Premis i reconeixements
- 1889 - Medalla d'or a l'Exposició Universal de París
- 1900 - Grand prix a l'Exposició Universal de París